# Cayetano Martínez de Irujo
Cayetano Luis Martínez de Irujo i Fitz-James Stuart, (Madrid, 4 d'abril de 1963), IV Duc d'Arjona i XIV Comte de Salvatierra, Gran d'Espanya, és un aristòcrata i genet especialitat en salts. Des de 2012 i fins a 2015, quan va ser destituït per una moció de censura presentada per Antonio García-Plata (actual president), va presidir l'Associació d'Esportistes, en substitució d'Emilio Sánchez Vicario. També ha fet d'actor, interpretant al Duc de Wellington en la pel·lícula Los fantasmas de Goya de Miloš Formen.

## Carrera esportiva
Va participar en els Jocs Olímpics de Barcelona 1992 aconseguint un 4t lloc en salts per equips.
En 2006 es va proclamar en Benahavís campió d'Espanya de salts, amb "Kesberoy St. Aubert", per davant de Rutherford Latham i Álvaro Muñoz Escassi.

## Vida personal
És el cinquè fill de Cayetana Fitz-James Stuart, XVIII duquessa d'Alba (1926-2014) i Luis Martínez de Irujo i Artázcoz (1919-1972).
Va contreure matrimoni en el palau de las Dueñas el 15 d'octubre de 2005 amb la jove mexicana Genoveva Casanova González (30 de novembre de 1976). Cayetano i Genoveva tenen dos fills bessons: Luis Martínez de Irujo y Casanova i Amina Martínez de Irujo y Casanova, (Mèxic, 25 de juliol de 2001). El matrimoni es va divorciar a finals de 2007.
Comte de Salvatierra des de 1994 per cessió de la seva mare, en 2013, una nova distribució de títols d’aquesta el va convertir en Duc d'Arjona.